# Гейл, Таджей
Таджей Гейл (англ. Tajay Gayle; род. 2 августа 1996, Кингстон) — ямайский легкоатлет, который специализируется в прыжках в длину. Чемпион мира 2019 года, серебряный призёр Панамериканских игр 2019 года, чемпион Ямайки 2019 года.

## Биография
Родился 2 августа 1996 года в Кингстоне, Ямайка. Там же окончил среднюю школу Papine High School.
Тренируется под руководством Стивена Фрэнсиса. В 2019 году Таджей стал первым ямайцем, выигравшим золото чемпионата мира в прыжках в длину.

## Карьера
На Играх Содружества 2018 года в австралийском Голд-Косте он занял четвертое место прыгнув на 8,12 м. Его первая победа в бриллиантовой Лиги пришлась на 13 июля 2018 года в Рабате. В августе того же года Таджей стал серебряным призёром чемпионата Северной Америки, Центральной Америки и стран Карибского бассейна с результатом 8,24 м.
На Панамериканских играх в Лиме, в 2019 году, ямайский атлет стал серебряным призёром в соревнованиях по прыжкам в длину. Его результат — 8,17 метра. Это на 10 сантиметров меньше чем у победителя соревнований.
28 сентября 2019 года Таджей в Дохе стал чемпионом мира в прыжках в длину, показав в первой же попытки финальных соревнований свой лучший результат за карьеру — 8,69 метра.
В 2023 году на чемпионате мира по лёгкой атлетикев Будапеште Таджей выиграл бронзу в прыжках в длину с результатом 8,27 метра. 

## Основные результаты
| Год  | Соревнование                                                                | Место проведения     | Место | Результат |
| ---- | --------------------------------------------------------------------------- | -------------------- | ----- | --------- |
| 2018 | Игры Содружества                                                            | Голд-Кост, Австралия | 4     | 8,12 м    |
| 2018 | Чемпионат Северной Америки, Центральной Америки и стран Карибского бассейна | Торонто, Канада      | 2     | 8,24 м    |
| 2019 | Панамериканские игры                                                        | Лима, Перу           | 2     | 8,17 м    |
| 2019 | Чемпионат мира по лёгкой атлетике                                           | Доха, Катар          | 1     | 8,69 м    |
| 2023 | Чемпионат мира по лёгкой атлетике                                           | Будапешт, Венгрия    | 3     | 8,27 м    |